# 28 tháng 3
Ngày 28 tháng 3 là ngày thứ 87 trong mỗi năm thường (ngày thứ 88 trong mỗi năm nhuận). Còn 278 ngày nữa trong năm.

## Sự kiện

### Trong Nước
- 1935 – thành lập Dân quân tự vệ (Việt Nam) theo Nghị định số 91-BCN-QĐ
- 1956
  - Bộ Công nghiệp được tách ra từ Bộ Công Thương
  - Chủ tịch nước Việt Nam Dân chủ Cộng hòa ban hành Sắc lệnh số 261/SL về việc thành lập Ban Thanh tra Trung ương của Chính phủ
- 1988 – Bắt đầu Đại hội đại biểu toàn quốc lần thứ nhất Hội Nông dân Việt Nam diễn ra tại Hà Nội với sự tham dự của 613 đại biểu trong 2 ngày 28/3/1988 - 29/3/1988
- 1999 – Tập đầu tiên của chương trình Đường lên đỉnh Olympia chính thức lên sóng trên kênh VTV3.
- 2006 – Đại hội Đại đoàn kết các dân tộc Tây Nguyên được tổ chức tại TP. Pleiku (tỉnh Gia Lai), với sự tham dự của gần 500 đại biểu trong 2 ngày 28/3/2006 - 29/3/2006

### Quốc Tế
- 193 – Hoàng đế La Mã Pertinax bị đội cận vệ ám sát, đội cận vệ sau đó bán hoàng vị cho Didius Julianus trong một cuộc đấu giá.
- 845 – Paris bị cướp phá bởi cướp biển Bắc Âu, có lẽ dưới sự cầm đầu của Ragnar Lodbrok, người đã thu rất nhiều tiền chuộc để thả người
- 1863 – Cố đạo Lefebvre tổ chức "Lễ đặt viên đá đầu tiên" xây dựng nhà thờ Saigon ở Việt Nam bằng gỗ bên bờ "Kinh Lớn".
- 1911 – Tàu tuần dương SMS Goeben của Hải quân Đế quốc Đức được hạ thủy, chính phủ Tây Đức tháo dỡ tàu vào năm 1973.
- 1930 – Hai thành phố lớn của Thổ Nhĩ Kỳ là Constantinopolis và Angora đổi tên thành Istanbul và Ankara trong quá trình cải cách của Mustafa Kemal Atatürk.
- 1967 – Tổng Thư ký Liên hiệp quốc U Thant đề xuất một thỏa ước ngừng bắn toàn diện tại Việt Nam sau các cuộc hội đàm hoà bình
- 1979 – Ở tiểu bang Pennsylvania, một bơm trong hệ thống làm mát lò phản ứng không hoạt động tại Lò phản ứng hạt nhân ở Đảo Ba Dặm, sau khi một ít nước bẩn bốc hơi, tạo ra sự nung chảy hạt nhân.

## Sinh

### Việt Nam
- 1912 – Lê Văn Lương, nhà cách mạng, nguyên Bí thư Thành ủy Hà Nội (m. 1995)
- 2003 - Pháo, nữ ca sĩ, rapper người Việt Nam

### Các quốc gia khác
- 931 – Lưu Thừa Hựu tức Hậu Hán Ẩn Đế, hoàng đế thứ 2 và cũng là cuối cùng của nhà Hậu Hán thời Ngũ Đại Thập Quốc trong lịch sử Trung Quốc (m. 951).
- 1472 – Fra Bartolommeo, nghệ sĩ người Ý (m. 1517)
- 1515 – Teresa xứ Ávila, một nhà thần học nổi tiếng người Tây Ban Nha của Giáo hội Công giáo Rôma (m. 1582)
- 1592
  - Nhà giáo, ngôn ngữ học, khoa học tự nhiên, nhà chính trị, nhà triết học Jan Amos Komenský (m. 1670)
  - Comenius, giám mục người Séc (m. 1670)
- 1599 – Witte Corneliszoon de With, sĩ quan hải quân người Đức (m. 1658)
- 1609 – Vua Frederik III của Đan Mạch (m. vào 1670)
- 1652 – Samuel Sewall, Magistrate người Mỹ (m. 1730)
- 1725 – Andrew Kippis, tu sĩ, Biographer người Anh (m. 1795)
- 1750 – Francisco de Miranda, nhà cánh mạng người Venezuela (m. 1816)
- 1793 – Henry Schoolcraft, Geographer, nhà địa chất người Mỹ (m. 1864)
- 1795 – Heinrich Pertz, sử gia người Đức (m. 1876)
- 1806 – Thomas Hare, Barrister người Anh (m. 1891)
- 1815 – Arsène Houssaye, tiểu thuyết gia người Pháp (m. 1896)
- 1818 – Hampton III, người lính, chính khách người Mỹ (m. 1902)
- 1819 – Sir Joseph Bazalgette, kĩ sư dân sự người Anh (m. 1891)
- 1836 – Frederick Pabst, người ủ rượu người Mỹ (m. 1904)
- 1840 – Emin Pasha, chính khách người Guinea Xích Đạo (m. 1892)
- 1851 – Bernardino Machado, chính khách người Bồ Đào Nha (m. 1944)
- 1862 – Aristide Briand, chính khách, giải thưởng Nobel hòa bình người Pháp (m. 1932)
- 1866 – Jimmy Ross, cầu thủ bóng đá người Scotland (m. 1902)
- 1868 – Macxim Gorky, đại vǎn hào Nga (m. 1936)
- 1871 – Willem Mengelberg, người chỉ huy dàn nhạc người Đức (m. 1951)
- 1890 – Paul Whiteman, người chỉ huy dàn nhạc nhỏ người Mỹ (m. 1967)
- 1892 – Corneille Heymans, Physiologist, giải thưởng Nobel người Bỉ (m. 1968)
- 1895 – Spencer W. Kimball, lãnh đạo tôn giáo người Mỹ (m. 1985)
- 1897 – Sepp Herberger, huấn luyện viên bóng đá người Đức (m. 1977)
- 1899
  - Harold B. Lee, lãnh đạo tôn giáo người Mỹ (m. 1973)
  - Ernst Lindemann, sĩ quan hải quân người Đức (m. 1941)
  - Buck Shaw, huấn luyện viên bóng đá người Mỹ (m. 1977)
- 1900 – Edward Wagenknecht, nhà phê bình văn học người Mỹ (m. 2004)
- 1902
  - Dame Flora Robson, nữ diễn viên người Anh (m. 1984)
  - Jaromír Vejvoda, nhà soạn nhạc người Séc (m. 1988)
- 1903
  - Rudolf Serkin, nghệ sĩ dương cầm người Áo (m. 1991)
  - Charles Starrett, diễn viên người Mỹ (m. 1986)
- 1905
  - Marlin Perkins, nhà tự nhiên học, người dẫn chương trình truyền hình người Mỹ (m. 1986)
  - Pandro S. Berman, nhà sản xuất phim người Mỹ (m. 1996)
- 1909 – Nelson Algren, nhà văn người Mỹ (m. 1981)
- 1910 – Jimmie Dodd, diễn viên người Mỹ (m. 1964)
- 1912 – Marina Raskova, nhà hàng hải người Nga (m. 1943)
- 1914
  - Edward Anhalt, người viết kịch bản phim người Mỹ (m. 2000)
  - Bohumil Hrabal, nhà văn người Séc (m. 1997)
  - Edmund Muskie, chính khách người Mỹ (m. 1996)
  - Kenneth Richard Norris, nhà nghiên cứu sâu bọ người Úc (m. 2003)
- 1915 – Jay Livingston, nhà soạn nhạc, người sáng tác bài hát người Mỹ (m. 2001)
- 1919 – Vic Raschi, cầu thủ bóng chày người Mỹ (m. 1988)
- 1921 – Dirk Bogarde, diễn viên người Anh (m. 1999)
- 1922
  - Neville Bonner, chính khách người Úc (m. 1999)
  - Felice Chiusano, ca sĩ người Ý (m. 1990)
  - Joey Maxim, võ sĩ quyền Anh người Mỹ (m. 2001)
- 1924 – Freddie Bartholomew, diễn viên người Ireland (m. 1992)
- 1925 – Dorothy DeBorba, diễn viên trẻ em người Mỹ
- 1927 – Marianne Fredriksson, tác gia người Thụy Điển (m. 2007)
- 1928 – Alexander Grothendieck, nhà toán học người Đức
- 1929 – Paul England, người đua xe người Úc
- 1930
  - Robert Ashley, nhà soạn nhạc người Mỹ
  - Elizabeth Bainbridge, ca sĩ nhạc kịch người Anh
  - Jerome Isaac Friedman, nhà vật lý, giải thưởng Nobel người Mỹ
- 1933 – Frank Murkowski, chính khách người Mỹ
- 1935 – Michael Parkinson, phát ngôn viên truyền thanh người Anh
- 1941 – Jim Turner, cầu thủ bóng đá người Mỹ
- 1942
  - Daniel Dennett, nhà triết học người Mỹ
  - Neil Kinnock, chính khách người Anh
  - Mike Newell, đạo diễn phim người Anh
  - Samuel Ramey, ca sĩ nhạc kịch người Mỹ
- 1943 – Conchata Ferrell, nữ diễn viên người Mỹ
- 1944
  - Rick Barry, cầu thủ bóng rổ người Mỹ
  - Ken Howard, diễn viên người Mỹ
- 1945 – Count Björn Hamilton, chính khách người Thụy Điển
- 1946
  - Alejandro Toledo, tổng thống Peru
  - Wubbo Ockels, nhà vật lý, nhà du hành vũ trụ người Đức
- 1947 – John Landecker, disk-jockey người Mỹ
- 1948
  - Dianne Wiest, nữ diễn viên người Mỹ
  - Gerry House, nhân vật truyền thanh nổi tiếng người Mỹ
- 1951
  - Karen Kain, nữ diễn viên ba lê người Canada
  - Matti Pellonpää, diễn viên, nhạc sĩ người Phần Lan (m. 1995)
- 1952 – Tony Brise, người đua xe (m. 1975)
- 1953 – Melchior Ndadaye, chính khách người Burundi (m. 1993)
- 1955
  - John Alderdice, chính khách người Bắc Ireland
  - Reba McEntire, ca sĩ, nữ diễn viên người Mỹ
- 1958 – Curt Hennig, đô vật chuyên nghiệp người Mỹ (m. 2003)
- 1960 – Chris Barrie, diễn viên người Anh
- 1960 – Éric-Emmanuel Schmitt, tác gia, nhà viết kịch người Pháp
- 1961
  - Orla Brady, nữ diễn viên người Ireland
  - Byron Scott, cầu thủ bóng rổ người Mỹ
- 1962 – Jure Franko, vân động viên trượt tuyết người Slovenia
- 1965 – Steve Bull, cầu thủ bóng đá người Anh
- 1968
  - Iris Chang, tác gia người Mỹ (m. 2004)
  - Nasser Hussain, cầu thủ cricket người Anh
  - Jon Lee, nhạc công đánh trống người Anh (m. 2002)
  - Tim Lovejoy, người dẫn chương trình truyền hình người Anh
  - Max Perlich, diễn viên người Mỹ
- 1969 – Brett Ratner, đạo diễn phim người Mỹ
- 1970 – Vince Vaughn, diễn viên người Mỹ
- 1971 – Mr. Cheeks, ca sĩ nhạc rap người Mỹ
- 1972
  - Nick Frost, diễn viên hài, diễn viên người Anh
  - Keith Tkachuk, cầu thủ khúc côn cầu trên băng người Mỹ
- 1973 – Eddie Fatu, đô vật chuyên nghiệp Samoa
- 1974 – Mark King, người chơi bi da người Anh
- 1975
  - Iván Helguera, cầu thủ bóng đá người Tây Ban Nha
  - Richard Kelly, đạo diễn phim người Mỹ
  - Derek Hill, người đua xe người Mỹ
- 1977
  - Erik Rasmussen, cầu thủ khúc côn cầu trên băng người Mỹ
  - Lauren Weisberger, tiểu thuyết gia người Mỹ
- 1979 – Park Chae-rim, nữ diễn viên người Hàn Quốc
- 1980 – Luke Walton, cầu thủ bóng rổ người Mỹ
- 1981
  - Julia Stiles, nữ diễn viên người Mỹ
  - Gareth David-Lloyd, diễn viên Wales
- 1981
  - Edwar Ramirez, cầu thủ bóng chày người Mỹ
  - Lindsay Frimodt, người mẫu, người Mỹ
- 1982 – Sonia Agarwal, nữ diễn viên Ấn Độ
- 1983 – Ryan Ashington, cầu thủ bóng đá người Anh
- 1984
  - Christopher Samba, cầu thủ bóng đá người Pháp
  - Nikki Sanderson, nữ diễn viên, người mẫu, người Anh
- 1984 – Yordanos Abay, cầu thủ bóng đá người Ethiopia
- 1986
  - J-Kwon, ca sĩ nhạc rap người Mỹ
  - Lady Gaga, ca sĩ, nhạc sĩ người Mỹ gốc Ý
  - Barbora Strýcová, vận động viên quần vợt người Séc
- 1989
  - Marek Suchý, cầu thủ bóng đá người Séc
  - Lukas Jutkiewicz, cầu thủ bóng đá người Anh
  - Mira Leung, vận động viên trượt băng nghệ thuật người Canada
- 1991
  - Amy Bruckner, nữ diễn viên người Mỹ
  - Lee Howon (Hoya), diễn viên, ca sĩ, vũ công người Hàn Quốc, cựu thành viên nhóm nhạc INFINITE của Hàn Quốc
  - Taulant Xhaka, cầu thủ bóng đá chuyên nghiệp người Albania
- 1994 – Jackson Wang, ca sĩ thuộc nhóm nhạc GOT7 của Hàn Quốc
- 1996 – Benjamin Pavard, cầu thủ bóng đá người Pháp

## Mất

### Việt Nam
- 1987 – Lê Văn Kim, Trung tướng Quân Lực Việt Nam Cộng hòa (s. 1918)
- 2020
  - Phong Nhã, nhạc sĩ người Việt Nam (s. 1924)
  - Mai Phương, diễn viên người Việt Nam (s. 1985)

### Các quốc gia khác
- 193 – Pertinax, Hoàng đế La mã (vì bị ám sát) (s. 126)
- 1285 – Giáo hoàng Martin IV, (s. khoảng 1210)
- 1566 – Sigismund von Herberstein, nhà ngoại giao, sử gia người Áo (s. 1486)
- 1677 – Václav Hollar, diễn viên người Séc (s. 1607)
- 1687 – Constantijn Huygens, nhà thơ, nhà soạn nhạc người Đức (s. 1596)
- 1794 – Marquis de Condorcet, nhà toán học, nhà triết học người Pháp (s. 1743)
- 1814 – Joseph-Ignace Guillotin, người chế máy chém, (s. 1738)
- 1850 – C. Brandon, chính khách người Mỹ (s. 1788)
- 1866 – Solomon Foot, chính khách người Mỹ (s. 1802)
- 1870 – George Henry Thomas, tướng người Mỹ (s. 1816)
- 1874 – Peter Andreas Hansen, nhà thiên văn người Đan Mạch (s. 1795)
- 1881 – Modest Mussorgsky, nhà soạn nhạc người Nga (s. 1839)
- 1910 – Edouard Judas Colonne, nghệ sĩ vĩ cầm người Pháp (s. 1838)
- 1929 – Lomer Gouin, chính khách Québec (s. 1861)
- 1939 – Francis Matthew John Baker, chính khách người Úc (s. 1903)
- 1941 – Virginia Woolf, người theo thuyết nam nữ bình quyền, nhà văn người Anh (s. 1882)
- 1943 – Sergei Rachmaninoff, nhà soạn nhạc, nghệ sĩ dương cầm người Nga (s. 1873)
- 1944 – Stephen Leacock, nghệ sĩ hài người Canada (s. 1869)
- 1946 – Chick Fullis, cầu thủ bóng chày (s. 1904)
- 1947 – Karol Świerczewski, tướng người Ba Lan (s. 1897)
- 1949 – Grigoraş Dinicu, nhà soạn nhạc, nghệ sĩ vĩ cầm người România (s. 1889)
- 1953 – Jim Thorpe, vận động viên người Mỹ (s. 1887)
- 1958 – W.C. Handy, nhà soạn nhạc người Mỹ (s. 1873)
- 1962 – Hugo Wast, nhà văn người Argentina (s. 1883)
- 1965 – Clemence Dane, tiểu thuyết gia, nhà soạn kịch người Anh (s. 1888)
- 1969 – Dwight D. Eisenhower, Tướng của Quân đội Mỹ, Tổng thống Hoa Kỳ thứ 34, (s. 1890)
- 1974 – Dorothy Fields, Librettist, nhà thơ trữ tình người Mỹ (s. 1905)
- 1976
  - Arthur Crudup, ca sĩ nhạc blues, nghệ sĩ đàn ghita người Mỹ (s. 1905)
  - Richard Arlen, diễn viên người Mỹ (s. 1898)
- 1978 – Dino Ciani, nghệ sĩ dương cầm người Ý (m. 1941)
- 1979 – Kelly, anh hề người Mỹ (s. 1898)
- 1980 – Dick Haymes, ca sĩ, diễn viên người Argentina (s. 1918)
- 1982 – Giauque, nhà hóa học, giải thưởng Nobel người Canada (s. 1895)
- 1985 – Chagall, họa sĩ người Nga (s. 1887)
- 1987
  - Maria von Trapp, ca sĩ người Áo (s. 1905)
  - Patrick Troughton, diễn viên người Anh (s. 1920)
- 1994 – Eugène Ionesco, Pháp nhà soạn kịch người România (s. 1909)
- 1995 – Hugh O'Connor, diễn viên người Mỹ (s. 1962)
- 2000 – Anthony Powell, tiểu thuyết gia người Anh (s. 1905)
- 2001 – Moe Koffman, nhạc sĩ người Canada (s. 1928)
- 2003 – Draper, ca sĩ nhạc country, nhạc pop người Mỹ (s. 1923)
- 2004
  - Art James, người dẫn chương trình trò chơi người Mỹ (s. 1929)
  - Peter Ustinov, diễn viên người Anh (s. 1921)
- 2005 – Dame Moura Lympany, nghệ sĩ dương cầm người Anh (s. 1916)
- 2006
  - Charles Schepens, bác sĩ nhãn khoa người Mỹ (s. 1912)
  - Kevin Pro Hart, nghệ sĩ người Úc (s. 1928)
  - Proinsias Ó Maonaigh, nhạc sĩ người Ireland (s. 1922)

## Ngày lễ và ngày kỷ niệm
- Ngày nhà giáo của Slovakia, (nhằm ngày sinh của nhà giáo Jan Amos Komenský)
- Thành lập Bộ Công nghiệp
- Ngày thành lập Dân quân tự vệ Việt Nam